# حرائر (مسلسل)
حرائر مسلسل سوري في إطار درامي تدور أحدا ث المسلسل في الفترة ما بين 1915:1920 حيث يسلط الضوء على واقع النساء السوريات في تلك الحقبة الزمنية من خلال قصة بسيمة (سلاف فواخرجي) والتي ترفض الاستكانة والخضوع لظروف قاسية تمر بها، وتلون حياتها بالوان الفقر، وتحكم الرجال وقسوتهم من خلال شقيق زوجها أبو صبحي (أيمن زيدان) ولكنها تقرر التخلص من ذلك النخوع لتصبح سيدة قوية وتأخذ بزمام الامور وتنضم إلى صفوف الجيش للدفاع عن دمشق , المسلسل من إخراج المخرج باسل الخطيب و من تأليف الكاتبة المشهورة عنود خالد , من بطولة : أيمن زيدان , سلاف فواخرجي , صباح الجزائري , مصطفى الخاني , رفيق سبيعي , ميسون أبو أسعد و غيرهم من نجوم الدراما السورية.

## بطولة
- أيمن زيدان بدور صبحي
- سلاف فواخرجي بدور بسيمة
- صباح الجزائري بدور فايزة
- مصطفى الخاني بدور سعيد
- رفيق سبيعي
- ميسون أبو أسعد بدور زبيده
- نجاح سفكوني بدور أبو عبده
- نادين سلامة بدور الفت
- محمود نصر
- نورا رحال
- أمانة والي
- نجلاء الخمري
- يامن حجلي بدور اصلان
- النجمة الشابة حلا رجب بدور ماري العجمي
- محمد قنوع
- يحيى بيازي
- يزن خليل
- أحمد رافع
- تولين البكري
- علاء قاسم
- كفاح الخوص
- غادة بشور
- نور رافع
- لمى الحكيم بدور نازك العابد
- نادين الشعار و غيرهم.
- سالي بسمة